# Ipacsfa
Ipacsfa là một thị trấn thuộc hạt Baranya, Hungary. Thị trấn này có diện tích 6,01 km², dân số năm 2010 là 204 người, mật độ 34 người/km².